# Nyx Mons
Il Nyx Mons è una formazione geologica della superficie di Venere.
Prende il nome da Notte (in greco Nύξ, traslitterato in Nýx), personificazione della notte terrestre nella mitologia greca.